# Арнаут махала
Арнаут махала (на гръцки: Ιτεοχώρι, катаревуса: Ιτεοχώριον, до 1927 година: Αρναούτ Μαχαλά, Арнаут махала) е бивше село в Гърция, дем Сяр (Серес), област Централна Македония.

## География
Селото се е намирало край Нова махала (Пепония), близо до брега на бившето езеро Тахино.

## История

### В Османската империя
В XIX век Арнаут махала е село в Сярската каза на Османската империя. Според „Етнография на вилаетите Адрианопол, Монастир и Салоника“ в 1873 година в селото (Arnout) има 12 домакинства и 42 жители цигани и черкези. Според статистиката на Васил Кънчов („Македония. Етнография и статистика“) в 1900 година в Арнаутъ Махала има 120 жители българи.

### В Гърция
През Балканската война в 1912 година селото е освободено от части на българската армия, но след Междусъюзническата война остава в Гърция. Селото е разсипано във войните и в преброяването от 1913 година е без жители. В 1927 година е преименувано на Итеохори.
Селото пострадва по време на Гражданската война (1946 – 1949) и след нея не е обновено.
| Година    | 1913 | 1920 | 1928 | 1940 | 1951 | 1961 | 1971 | 1981 | 1991 | 2001 | 2011 | 2021 |
| --------- | ---- | ---- | ---- | ---- | ---- | ---- | ---- | ---- | ---- | ---- | ---- | ---- |
| Население | 0    |      |      |      |      |      |      |      |      |      |      |      |